# مينا أبادايا
مينا أبادايا هي عالمة وراثة طبّيّة (حاصلة على رتبة الإمبراطورية البريطانية) هنديّة المولد وويلزيّة وأستاذة فخريّة متميّزة في جامعة كارديف. ركّزت في مقالاتها على المورّثات التي تسبّب العديد من الاضطرابات الجينيّة، والورم العصبيّ الليفيّ من النوع الأوّل والحثل العضلي الوجهي الكتفي العضدي.

## سيرة ذاتيّة
ولدت أبادايا في الهند، تزوّجت في سنّ الثامنة عشر -زواجاً مدبّراً- وتوجّهت مع زوجها الذي يحمل شهادة البكالوريوس في الهندسة إلى بريطانيا بعد سنة من الزواج، حصلت بعد تخرّجها وحصولها على درجة البكالوريوس في علم الأحياء من جامعة دلهي  على درجة الماجستير في العلوم من جامعة إدنبرة، وتلى ذلك حصولها على شهادة الدكتوراه من جامعة كارديف. توفّي زوجها قبل فترة قصيرة من حصولها على درجة الدكتوراه وكانت عندها بعمر الثانية والثلاثين، وعمر طفلتها سبع سنوات. 
أنهت أبادايا الزمالة في الكلّيّة الملكيّة لعلماء الأمراض في سنة 2000 وأصبحت بذلك واحدة من أوائل الأشخاص الذين حصلوا على هذه الدرجة في تخصّص علم الوراثة الطبّيّة. ركّزت مينا أبادايا في أبحاثها على الاضطرابات الجينيّة، وخصوصاً الورم العصبيّ الليفيّ من النوع الأوّل، والحثل العضلي الوجهي الكتفي العضدي. شاركت أبادايا في تحديد الطفرات الجينيّة المسؤولة عن المرضين السابقين، وفي تطوير الفحوصات التي من شأنها المساعدة في تشخيص أكثر من 20 مرض وراثيّ آخر. بحثت أبادايا أيضاً في أسباب تطوير الأشخاص المصابين بمرض الورم العصبيّ اليفيّ من النوع الأوّل للأورام الخبيثة، وعملت في تطوير فحص تشخيصيّ سريع للأمراض الوراثيّة.
قامت أبادايا خلال حياتها المهنية، بتأليف ما يزيد عن 200 مقالة علميّة وثلاثة كتب مرجعيّة وحصلت على العديد من الجوائز من جمعية ضمور العضلات في عام 2009، ومن (جوائز ويلز للإلهام) في عام 2010، ومن المجموعة الأوروبيّة للورم الليفيّ العصبيّ في عام 2013، ومن جمعيّة ويلز الوطنيّة سنة 2011. كانت مينا أبادايا أستاذةً في معهد السرطانات الوراثيّة التابع لجامعة كارديف، وعملت كمديرةً لمختبر أبحاث الطبّ الوراثي وتطوير خدماته في ويلز حتّى تقاعدها في عام 2014، وعملت بعد ذلك كأستاذٍ فخريّ في جامعة كارديف. حصلت في عام 2016 على رتبة الإمبراطوريّة البريطانيّة في عام 2016 عن «خدماتها في مجال علم الوراثة الطبّيّة وخدماتها للمجتمع الويلزي الآسيوي». حصلت في عام 2017 على جائزة سانت ديفيد عن فئة الابتكار والعلوم والتكنولوجيا لمساهمتها البارزة في علم الوراثة الطبية. مينا هي أول أستاذة بريطانيّة هنديّة في المملكة المتّحدة تحصل على الزمالة الفخرية من جامعة ويلز ترينتي سانت ديفيد في عام 2017. تمّ إدراج أبادايا في قائمة 100 امرأة عبقريّة في ويلز من قبل موقع WalesOnline، وفي قائمة 100 امرأة من ويلز التي أنشأتها شبكة ويلز لمساواة المرأة  احتفالاً بالذكرى المئوية لوضع قانون تمثيل الشعب 1918 على حدٍّ سواء. حصلت أبادايا على الزمالة رفيعة الطراز من جمعيّة المثقّفين في ويلز في عام 2018.
أبادايا أيضاً معروفةٌ بدفاعها عن النساء المنتميات للأقلّيّات العرقيّة، فقد أسّست جوائز الإنجاز للمرأة الآسيوية الويلزية، والتي أصبح اسمها الآن جمعية الإنجازات النسائية للأقليات الويلزية وأسّست أيضاً منظّمة الرعاية الصحّيّة لنساء الأقليات الإثنية في ويلز. وهي عضو في العديد من اللجان التي تركّز على المساواة والتنوّع والأكاديميّة.